# Almocine ibne Alcaide
Almocine ibne Alcaide (Al-Muhsin ibn al-Qaid) foi um emir do Reino Hamádida, governando brevemente de 1154 até sua morte em 1155. Era filho de Alcaide ibne Hamade (r. 1028–1054) e neto do fundador de sua dinastia, Hamade ibne Bologuine (r. 1015–1028).

## Vida
Almocine era filho de Alcaide ibne Hamade (r. 1028–1054) e sucedeu ao pai em 1054. Logo que assume, seu tio Iúçufe, que havia sido designado como governador do Magrebe, tentou desafiar sua investidura. Almocine mandou executar todos os filhos de Hamade ibne Bologuine, seu avô e fundador da dinastia, e ordenou que seu primo Bologuine abafasse a revolta. Bologuine foi seguido por 2 chefes árabes que Almocine deu ordens para matá-lo durante a viagem. Mas em vez de cumprir a ordem, decidiram evitar Bologuine e voltar para matar Almocine, que estava refugiado no Alcalá dos Banu Hamade. Ao ser morto após apenas 9 meses de reinado, foi sucedido por Bologuine.